# 崇壽 (清朝宗室)
宗室崇壽（1854年—1907年）、崇壽，愛新覺羅氏，正蓝旗宗室，政治人物。

## 生平
光緒十二年，任戶部銀庫員外郎。光緒十九年，改宗人府副理事官。光緒二十二年，任宗人府理事官。光緒二十三年，改玉牒館提調官、內閣侍讀學士。光緒二十六年，升任光祿寺卿、內閣學士、禮部侍郎銜。光緒二十七年，任文淵閣直閣事，進文職六班。光緒二十八年，祗謁東陵隨扈，后前往東陵查看紅樁，祗謁東陵前引大臣。光緒二十九年，稽查科事內閣學士。光緒二十九年，任工部左侍郎，查看明陵、東西陵。光緒三十二年，任正白旗漢軍副都統、鑲白旗滿洲副都統、鑲黃旗滿洲副都統、查齋大臣。

## 家族
- 愛新覺羅皇太極（九世祖）
- 愛新覺羅豪格（八世祖，武肅親王）
- 愛新覺羅富綬（七世祖，顯懿親王）
- 愛新覺羅丹臻（六世祖，顯密親王）
- 愛新覺羅衍潢（五世祖，顯謹親王）
- 愛新覺羅寶銘（高祖父，奉恩將軍）
- 愛新覺羅純裕（曾祖父，奉恩將軍）
- 愛新覺羅祥璧（祖父，奉恩將軍）、瓜爾佳氏（祖母，喜善之女）、愛新覺羅祥佩（叔祖）
- 愛新覺羅英蘊（父）、愛新覺羅明秀（大伯）、愛新覺羅靈秀（二伯）、愛新覺羅隆秀（三伯）、愛新覺羅連若（五叔）
- 母伊爾根覺羅氏（嫡母，副都統慶廉之女）、果佳氏（繼母，本生母，科举人伊爾根覺羅·文興之女，先祖武英殿大学士阿尔泰 (清朝)）
- 愛新覺羅崇謙（長兄）、愛新覺羅崇啟（三弟）、愛新覺羅崇麒（四弟）
- 妻伊爾根覺羅氏（嫡妻，昆厚之女）、瓜爾佳氏（繼妻，常志之女）、他塔喇氏（三繼妻，父鑲紅旗滿洲、廣州將軍長善，祖父陜甘總督裕泰，堂妹光绪帝珍妃）、王氏（媵妾，王振邦之女）、陳氏（陳德祿之女）
- 愛新覺羅承霖（子，瓜爾佳氏生）、愛新覺羅延恒（姪）、愛新覺羅承蔭（姪）、愛新覺羅承惠（姪）、愛新覺羅承澤（姪）、愛新覺羅承沛（姪）